# Povești neterminate
Povești neterminate (1980) (titlu original complet Unfinished Tales of Númenor and Middle-earth) este o culegere de povestiri și eseuri scrise de J. R. R. Tolkien, pe care acesta nu a apucat să le termine în cursul vieții, fiind editate postum de fiul său, Christopher Tolkien.
Spre deosebire de Silmarillion, ale cărui fragmente narative au fost modificate pentru a forma o operă narativă coerentă și consistentă, Poveștile neterminate sunt prezentate așa cum le-a lăsat Tolkien, cu câteva schimbări de nume (autorul obișnuia să confunde numele, sau încerca diferite nume pentru un personaj în timp ce scria ciorna). Așa se face că unele sunt povești neterminate, iar altele prezintă o serie de informații despre Pământul de Mijloc. Fiecare poveste este urmată de o lungă serie de note, care explică punctele neclare și inconsistente.
La fel ca în cazul lui Silmarillion, Christopher Tolkien a editat și publicat Povești neterminate înainte de a termina de studiat materialele din arhiva tatălui său. Povești neterminate furnizează informații mai detaliate despre personaje, evenimente și locuri menționate în Stăpânul inelelor. Diferitele versiuni ale acestor povești includ informații despre originea lui Gandalf și a celorlalți Istari (vrăjitori), moartea lui Isildur și pierderea inelului pe Câmpiile Stânjeneilor, fondarea regatului Rohan, ajutând astfel la completarea cunoștințelor despre Pământul de Mijloc. 
O notă particulară o constituie povestea lui Aldarion și Erendis, singura poveste cunoscută a Númenorului de dinaintea căderii sale. Cartea cuprinde și o hartă a Númenorului.
Succesul comercial al Poveștilor neterminate a demonstrat că, la câțiva ani de la moartea lui Tolkien, cererea pentru poveștile lui nu e doar prezentă, ci e în creștere. Încurajat de rezultat, Christopher Tolkien a început lucrul la mult mai ambițiosul proiect de doisprezece volume, intitulat The History of Middle-earth, care cuprinde aproape întreaga operă a lui Tolkien referitoare la Pământul de Mijloc.

## Conținut
Partea întâi: Primul Ev:
- "Despre Tuor și sosirea lui în Gondolin"
- "Narn i Hîn Húrin

Partea a doua: Al Doilea Ev:
- "O descriere a insulei Númenor"
- "Aldarion și Erendis"
- "Casa lui Elros: regii Númenorului"
- "Istoria lui Galadriel și Celeborn"

Part a treia: Al Treilea Ev:
- "Prăpădul de pe Câmpiile Stânjeneilor"
- "Cirion și Eorl și prietenia dintre Gondor și Rohan"
- "În căutarea Ereborului"
- "Pe urmele inelului"
- "Bătăliile de la Vadurile Isenului"

Partea a patra:
- "Drúedainii"
- "Istarii"
- "Palantírii"